# Ростокіно (станція)
Ростокіно (рос. Ростокино) — залізнична станція Малого кільця Московської залізниці у Москві.
Розташована у муніципальному окрузі Ростокіно, за 500 м на захід від проспекту Миру. Непарна горловина станції розташовується у районі метро «Ботанічний сад», парна горловина — в районі платформи Ростокіно.
Станція має 12 колій, в тому числі 2 головні, 7 приймальні, 3 вантажно-розвантажувальних. Маневровий локомотив (обслуговує також станцію Білокам'яна). Стрілочних переводів — 42, з них на залізобетонній основі 16 (2011).